# Мереживо ареалу
Мереживо ареалу — нерівномірність розподілу особин всередині ареалу виду зі згущеннями щільності популяцій в одних місцях і просторами, де особини виду зустрічаються рідко і нерегулярно, іноді навіть постійно відсутні.
У межах ареалу будь-якого виду не весь простір рівномірно й суцільно заповнений відповідними організмами. В одних частинах ареалу вони концентруються в більшій кількості, в інших їх менше або ж взагалі немає. Відсутність представників певного виду на якійсь ділянці ареалу може бути тимчасовою і випадковою, тимчасовою і закономірною (наприклад, при відльоті птахів з місць гніздування). Вона може бути і постійною, пов'язаною з тим, що придатні для виду місцеперебування на даній ділянці відсутні. В останньому випадку при зображенні точного ареалу в достатньому масштабі всередині основного контуру області поширення виявиться лакуна, «дірка», що відповідає цій постійно незаселеній ділянці. При достатності вихідних даних з укрупненням масштабу зображуваної на карті території кількість таких «дірок» збільшується, ареал набуває вигляд мережива зі складним неправильним візерунком. Цей візерунок ще більше ускладнюється, якщо зобразити відповідними способами (наприклад, штрихуванням різної інтенсивності) ще й чисельність виду всередині ареалу. Саме таке «мереживо ареалу» відображає реальну ситуацію в природі.
Припустимо, однак, що з плином часу загальна чисельність виду в межах ареалу рівномірно і повсюдно зменшується. Місця з високою щільністю перетворяться на місця з середньою щільністю, ділянки з низькою щільністю виявляються взагалі ненаселеними і т. д. Що ж станеться? «Мереживо» стане стоншуватися, розповзатися на окремі шматки. Ареал із суцільного перетворюється на переривчастий, розірваний, диз'юнктивний. Різні частини диз'юнктивного ареалу відокремлені в такій мірі, що обмін особинами між ними звичайно повністю припиняється. Деякі винятки можуть бути у добре літаючих птахів і комах, але й вони порівняно рідкісні.

## Ресурси Інтернету
- Конфігурація і структура ареалу
- Ареал
- Кузнецова Р. С. Картографические способы отображения ареалов